# Frontera entre Kirguistán y Uzbekistán
La frontera entre Uzbekistán y Kirguistán es el límite de 936 kilómetros que separa, en sentido este-oeste, el territorio este de Uzbekistán (provincias de Taskent, Namangán, Andijon y Ferganá) del territorio oeste de Kirguistán (provincias de Talas, Jalal-Abad, Osh y Batken). Comienza el norte en la triple frontera entre Uzbekistán, Kirguistán y Kazajistán, hace un trazado corto hacia el oeste, luego vira al suroeste y luego al sudeste. Va hacia el norte, luego al sureste siguiendo el río Sir Daria hasta las proximidades de Jalal-Abad. Sigue hacia el oeste un trayecto largo hacia el oeste hasta la triple frontera entre ambos estados y la República Popular China.
Ambas naciones, junto con Tayikistán y Turkmenistán eran, desde el siglo XIX, miembros del Imperio ruso. Lucharon para no integrarse a la Unión Soviética, si bien Kirguistán lo estuvo a partir de 1919 y Uzbekistán en 1925, por lo que dichos límites se han convertido en las fronteras internacionales en 1991 con la disolución de la Unión Soviética.
Chong-Kara, Sokh, Shohimardon y Jangail son enclaves uzbekos dentro de Kirguistán.
En la frontera hay un muro de seguridad construido por Uzbekistán para prevenir la infiltración terrorista. La construcción se inició en 1999 después de que culpara de los atentados con bombas a Taskent a terroristas islámicos originarios de Kirguistán. La valla, erigida unilateralmente en territorio disputado ha causado estragos económicos en las áreas agrícolas de los pueblos del valle de Ferganá y ha separado a muchas familias en esta región tradicionalmente integrada.

## Disputa

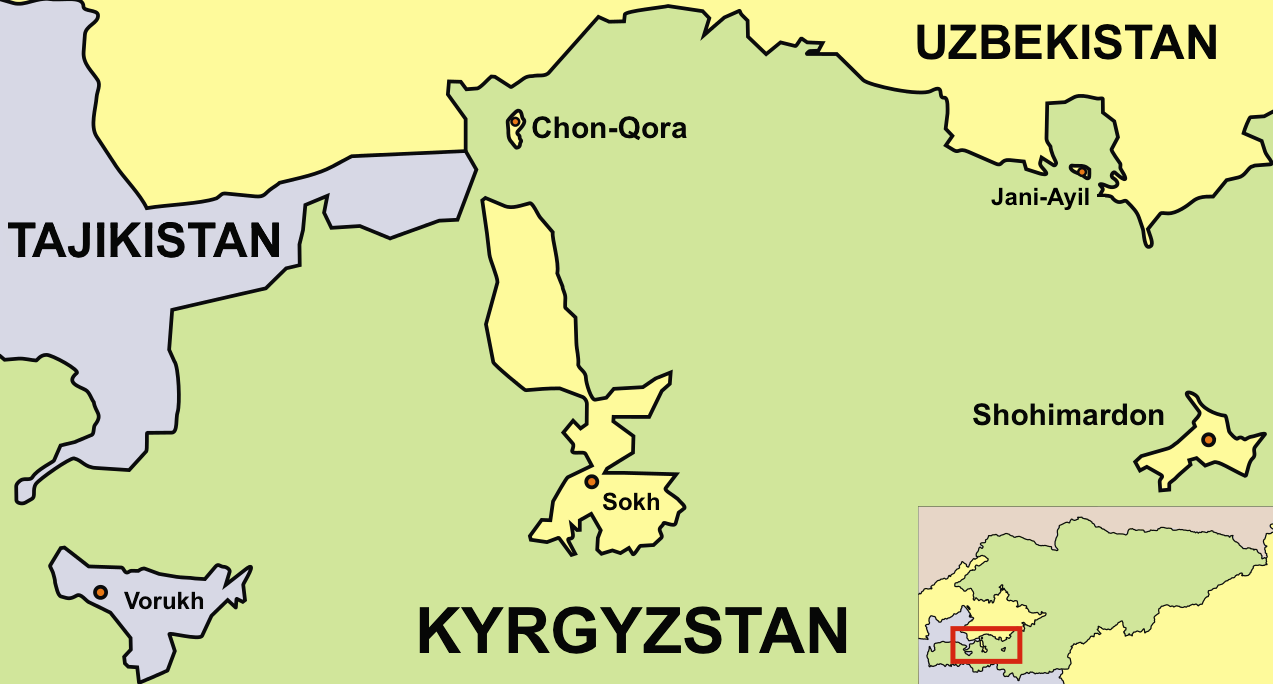
Enclaves de Tayikistán y Uzbekistán en Kirguistán.

La disputa fronteriza entre Uzbekistán y Kirguistán se centra en la demarcación unilateral de la frontera hecha por el primero de estos y su presunta confiscación de grandes extensiones de suelo kirguís, que se habían prestado a Uzbekistán para uso temporal durante el periodo soviético pero nunca los devolvió.
El bombardeo de Taskent en febrero de 1999, que se atribuyó a los terroristas islámicos y la posterior incursión de la provincia kirguís de Batken por el Movimiento Islámico de Uzbekistán, que se asentó en Tayikistán y se oponían al presidente uzbeko Islam Karimov, hizo que el gobierno de Uzbekistán cerrara su frontera y comenzara a construir una cerca de alambre de púas a lo largo de largos tramos de su frontera con Kirguistán en el valle de Ferganá.
Los esfuerzos de Uzbekistán en los años 1999 y 2000 para asegurar la porosa frontera del valle de Ferganá han demostrado que cualquier división ordenada del territorio sobre la base étnica o la actividad económica es casi imposible, y la complicada historia del uso integrado de las tierras hace que sea difícil determinar las propiedades. Sin embargo, ni las consideraciones de propiedad de la tierra ni las dificultades diarias que experimentaban los habitantes normales del valle desanimaron al estado uzbeko para demarcar y militarizar su frontera lo antes posible para evitar posibles ataques.
En junio de 2004, el Ministerio de Asuntos Exteriores de Kirguistán protestó por el intento de Uzbekistán de construir una valla fronteriza en la zona de Tuya-Moyun al sur de Osh, cerca del embalse de Kerkidon en Kirguistán, en el lado oriental del valle de Ferganá. Este dijo que la valla habría entrado 60 metros en el territorio sur de Kirguistán y había violado el trazado de la comisión intergubernamental demarcadora de las fronteras estatales kirguís-uzbeka.
Más tarde se informó que Uzbekistán había dejado de construir temporalmente la valla. Posteriormente, el Ministerio de Relaciones Exteriores de la República de Kirguistán envió un memorando al Ministerio de Asuntos Exteriores de Uzbekistán el 28 de mayo de 2004. Expresó que "estos movimientos unilaterales se oponen a las normas del derecho internacional y no cumple con las disposiciones del Tratado de amistad eterna firmado por la República de Kirguistán y la República de Uzbekistán el 24 de diciembre de 1996 ".

## Efectos y consecuencias

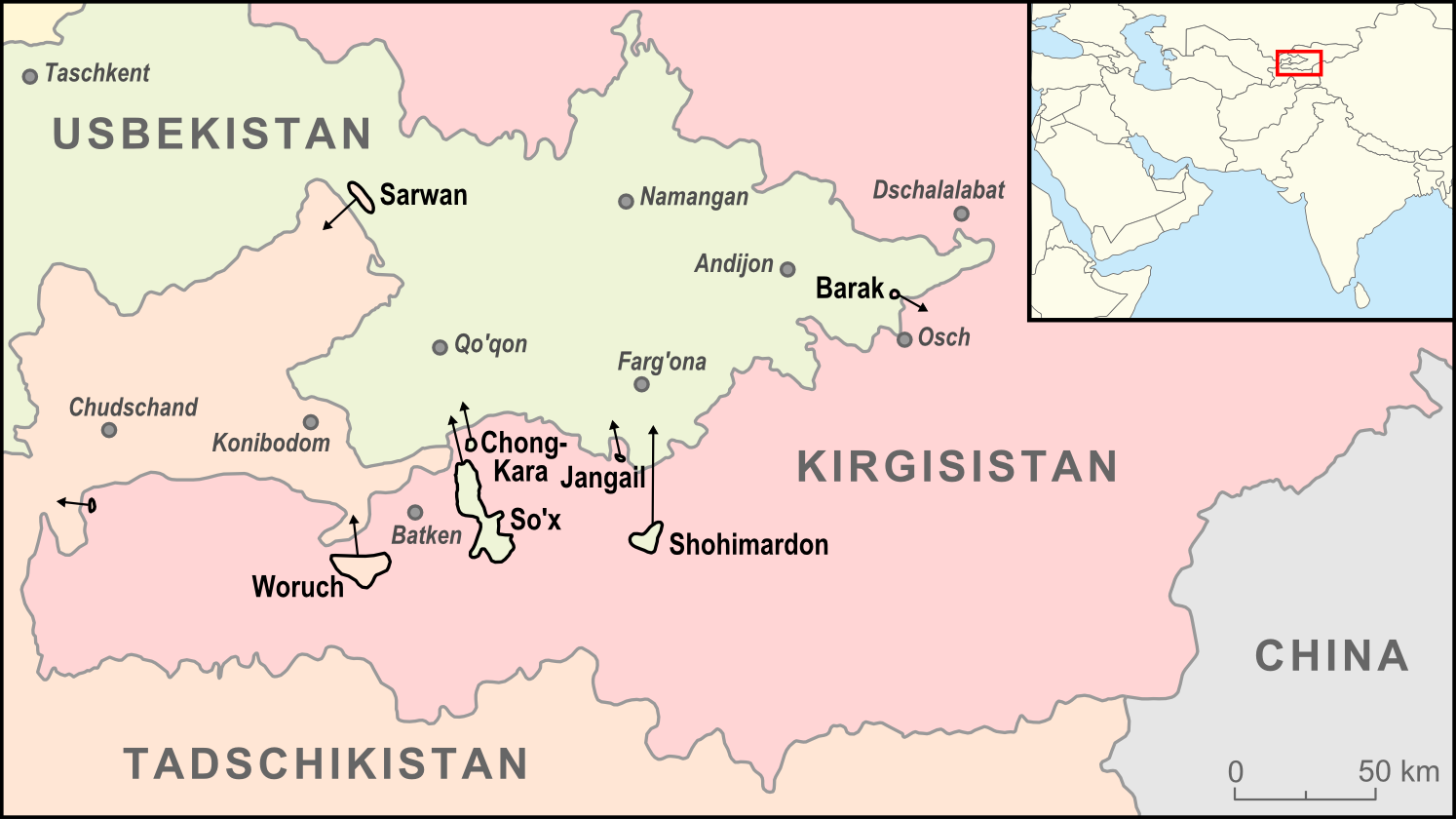
Enclaves de Tayikistán, Uzbekistán y Kirguistán en el valle de Ferganá.

Las apariciones, como la eliminación de una sección de 2 metros de la valla en la carretera entre la capital regional kirguisa de Osh y la pequeña ciudad provincial de Aravan (Kirguistán) en enero de 2000, destacaron la frustración que experimentaba la población local, y el caso resultó que se trataba de ciudadanos uzbekos que cortaron la valla fronteriza para hacer contrabando en Kirguistán.
El 14 de mayo de 2005, un día después de la masacre de Andiyán, los habitantes uzbekos tomaron el control de Qorasuv, una ciudad en la frontera, y expulsaron a los funcionarios del gobierno. Las multitudes enojadas quemaron edificios gubernamentales y atacaron el alcalde. A medida que miles de personas intentaron huir del país y escapar de los disturbios políticos, se reconstruyeron dos puentes en la frontera en un esfuerzo para reactivar el comercio con Kirguistán.
La región siempre ha sido escasa de agua. Los ríos y los arroyos que tradicionalmente han regado las tierras del valle, pasan por los diferentes países hasta 20 veces. Las nuevas fronteras establecidas han creado conflictos en las comunidades en su intento por acceder al agua, provocando enfrentamientos violentos. Kirguizistán meridional alberga una importante minoría uzbeka. En 1990, al comienzo de la construcción del muro, las tensiones en la región entre uzbekos y kirguises provocó una amarga violencia intercomunal que dejó 170 muertos. Las sucesivas disputas fronterizas entre Uzbekistán y Kirguistán se sumaron a las tensiones en 1999.